# Дубовица (река)
Дубовица — река в России, протекает по Зуевскому району Кировской области. Устье реки находится в 117 км по правому берегу Чепцы (бассейн Волги). Длина реки составляет 20 км, площадь бассейна — 176 км².

## Течение
Исток реки в 12 км к северо-востоку от центра посёлка Чепецкий. Река течёт на юго-запад. Верхнее течение проходит по ненаселённому лесному массиву, в низовьях река течёт по территории посёлка Чепецкий, где и впадает в Чепцу. Высота устья — 115,4 м над уровнем моря.

## Притоки
- 5,6 км: река Малая Дубовица (пр)
- река Крутоберега (пр)
- 11 км: река Большая Дубовица (лв)

## Данные водного реестра
По данным государственного водного реестра России относится к Камскому бассейновому округу, водохозяйственный участок реки — Чепца от истока до устья, речной подбассейн реки Вятка. Речной бассейн реки — Кама.